# Онтарио (Њујорк)
Онтарио (енгл. Ontario) насељено је место без административног статуса у америчкој савезној држави Њујорк.

## Демографија
По попису из 2010. године број становника је 2.160.
| Група             | 2000.    | 2010.         |
| Белци             | 0 (0,0%) | 2.059 (95,3%) |
| Афроамериканци    | 0 (0,0%) | 32 (1,5%)     |
| Азијати           | 0 (0,0%) | 6 (0,3%)      |
| Хиспаноамериканци | 0 (0,0%) | 27 (1,3%)     |
| Укупно            | 0        | 2.160         |